# Bungin Bungin
Bungin Bungin is een bestuurslaag in het regentschap Sumenep van de provincie Oost-Java, Indonesië. Bungin Bungin telt 303 inwoners (volkstelling 2010).